# Pieśni Maldorora
Pieśni Maldorora (fr. Les Chants de Maldoror) – sztandarowe dzieło Comte de Lautreamonta, napisane w roku 1869. Autor przyznawał się do inspiracji Adamem Mickiewiczem i formą jego Wielkiej improwizacji. Utwór został wydany nakładem własnym autora i za jego życia nie spotkał się z szerszym uznaniem. Jednakże kilkadziesiąt lat po przedwczesnej śmierci autora (Lautreamont żył 24 lata) Pieśni Maldorora zyskały swoich sympatyków, wywierając szczególny wpływ na surrealistów.
Pieśni Maldorora składają się z sześciu części, przez które prowadzi narracja tytułowego bohatera. Pierwsze pięć to pokaz mrocznej i psychodelicznej wyobraźni autora, zaś szósta odbiega swą formą od pozostałych i bliżej jej do powieści łotrzykowskiej, niż typowego poematu. 
Bogactwo metafor, nietypowe sformułowania i drastyczna, bluźniercza poetyka sprawiły, że Pieśni Maldorora wzbudzały wiele emocji. Dla części czytelników Lautreamont stał się dzięki swojemu poematowi odkrywcą, lecz wielu z miejsca uznało go za chorego psychicznie. 
Najpopularniejsze polskie wydanie Pieśni Maldorora przetłumaczył Maciej Żurowski.